# Marie Lafarge
Marie Fortunée Capelle, coneguda sota el nom de Marie Lafarge (París, 15 de gener de 1816 - Ussat, Arieja, 7 de setembre de 1852), fou un dona francesa suposadament reconeguda culpable per la justícia de l'època, d'enverinar al seu espòs.
Una de les seves ties maternes estava casada amb el diplomàtic prussià Martens; una altra havia contret matrimoni amb Martin Garat, secretari general del Banc de França; a més una cosina seva tingué relacions secretes amb Lluís Felip. Tot el dit anteriorment, mostra que Marie va poder freqüentar des de la seva joventut l'alta societat parisenca. Habituada a totes les comoditats de la vida de la capital, instruïda i enginyosa, causà molta estranyesa que el 1839 es casés amb un industrial metal·lúrgic de Corresa (Nova Aquitània) anomenat Lafarge, home groller, que a més l'enganyà respecte a la seva pretesa fortuna.
El desengany de Marie fou gran en anar a ocupar la mansió del seu espòs, doncs el que aquest havia assegurat era un palau, no era res més que un edifici desbaratat. Pel que el mateix dia de la seva arribada al pretès palau du Glandier demanà la separació; no obstant, tingué lloc la reconciliació entre els dos conjugues, i si bé l'esposa semblà acomodar-se a la seva desgraciada situació, no va saber dissimular el seu rebuig per aquella vida provinciana i rústica. La seva sogra també vivia en el Glandier, fent-li encara més insuportable la vida. Poc temps després Lafarge tingué d'anar a París per raons de negocis, i allà va rebre de la seva mare una carta en que se li notificava l'enviament d'unes confitures. Arribaren aquestes, i Lafarge caigué malalt sobtadament, i morí al cap de pocs dies.
Durant la seva malaltia tingué cura d'ell la seva esposa, que preparava amb la seva mà les pocions destinades al malalt. De seguida fou acusada Marie d'emmetzinadora, i donà força a l'acusació el fet d'haver comprat a un apotecari grans dosis d'arsènic, suplicant a aquell molta discreció. Per acabar de comprometre a Marie, fou acusada també aquesta del furt d'uns diamants que havien desaparegut de casa d'una amiga seva en ocasió en que l'acusada es trobava de visita en aquell domicili, i com que part d'aquestes joies es trobaren en el domicili dels Lafarge, aquesta fou condemnada pel Tribunal Correcional a dos anys de presó, doncs no li'n valgué l'afirmació que aquelles joies les hi havia donat la seva amiga perquè guardés silenci sobre les amagades relacions que tenia la pretesa donant amb un espanyol anomena Clavé.

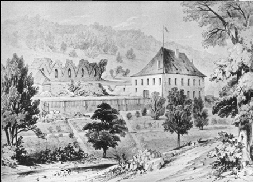
La Glandier el 1840

Al presentar-se, doncs, la infortunada Marie davant el Tribunal dels Asises de Corresa (2 de setembre de 1840) per respondre de l'enverinament del seu espòs, ja pesava sobre ella la condemna anterior. L'acusada, defensada pel cèlebre advocat de París, Paillet, i per altres dos advocats de Llemotges, Bac i Lachaud, va sostenir sempre la seva innocència. Els pèrits químics, durant el procés, feren repetides anàlisis de les vísceres de Lafarge, i declararen no haver trobat cap resta d'arsènic: es va repetir dues vegades les anàlisis durant el curs del judici, i els resultats foren idèntics. El Tribunal, no obstant, no es donà per convençut i cridà al cèlebre maonès doctor Orfila, que gaudia de molt renom a París, on residia, i era degà de la Facultat de Medicina. Aquest descobrí, una quantitat, imponderable d'arsènic en aquelles vísceres. Els advocats de la defensa cridaren llavors al químic Raspail perquè també fes una anàlisi, però el químic arribà massa tard, i l'acusada fou condemnada a treballs forçats a perpetuïtat.
Aquest procés apassionà enormement a l'opinió, no tan sols a França, sinó també a l'estranger, i més encara quan es va saber que el nomenat Raspail havia protestat de les conclusions del doctor Orfila, afirmant que aquest era capaç de trobar arsènic inclús en el sofà del president del Tribunal. La condemnada, que conservà molts partidaris que creien en la seva innocència, tingué de patir dotze anys d'empresonament, al cap dels quals els seus amics assoliren l'indult. Però a penes sortir de la presó, morí en els banys d'Ussat, portant a la tomba el secret de la seva innocència. Escriví unes interessants Memoires (París, 1841) que tingueren un èxit editorial molt gran; i en la presó de Montpeller, on fou traslladada després, va compondre les seves Lleures de prison, que no veieren la llum fins després de la mort de l'autora.